# 5 mm Remington Magnum Rimfire
El 5 mm Remington Magnum Rimfire es un cartucho de fuego anular agolletado introducido por Remington Arms Company en 1969, inicialmente para los rifles de cerrojo Remington Modelo 591 y Modelo 592, pero el cartucho nunca llegó a ser muy popular, y los rifles fueron descontinuados en 1973. La munición está siendo producido por Centurion / Águila en dos versiones. Más de 52.000 fusiles fueron vendidos durante su breve ciclo de producción.

## Diseño e historia
Remington diseñó una vaina agolletada similar a la del cartucho un poco más obsoleto .22 Winchester Magnum Rimfire, pero más fuerte para manejar la presión de los 5 mm a 33000 psi, creando así el primer cartucho agolletado moderno. Usa una bala de 5 mm (.204’’) que realmente mide 5.2 mm, que es la misma bala usada en el cartucho de fuego central más moderno .204 ruger.

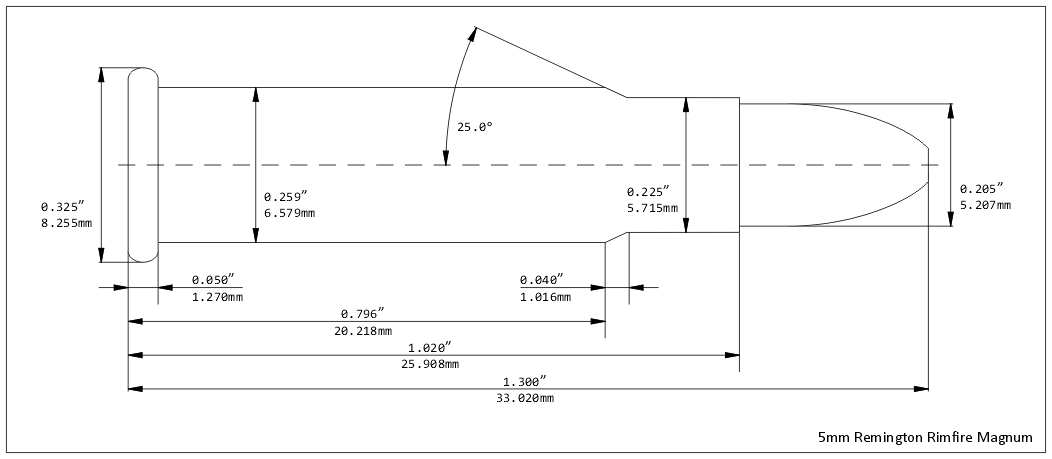

Por un breve tiempo, Thompson Center Arms comercializó armas de fuego en 5 mm Rem Mag Rimfire; desde 1982 hasta 2008 no se fabricó este tipo de cartuchos, pero algunos fabricantes de armas de fuego crearon kits de conversión para que las armas 5 mm RMR dispararan cartuchos más comunes.
En la feria SHOT 2008, la empresa brasileña Taurus anunció la producción de un arma calibrada para el cartucho 5 mm RMR, coincidiendo con dicho anuncio, la empresa mexicana Águila Ammo anunció la producción de cartuchos 5 mm RMR a partir de 2008.

## Rendimiento
El 5 mm RMR ofrece mayor energía de impacto que cualquier .22 WMR o .17 HMR, ofrece un rendimiento mejorado para la cacería menor y la cacería varmint, además de una excelente precisión. La munición Águila/Centurion 5 mm RMR se ofrece en 2 versiones, ambas con bala de 30 granos: La original, encamisada, con punta hueca y suave, y la versión varmint encamisada y con punta hueca. Según el libro Cartridges of the world, la versión original fabricada por Remington, poseía una bala encamisada de punta hueca de 38 granos capaz de alcanzar una velocidad de 640 m/s.